# Stephen Colbert
Stephen Tyrone Colbert (ur. 13 maja 1964 w Waszyngtonie) – amerykański komik, satyryk i aktor.

## Wczesne lata
Dorastał w Charleston, w Karolinie Południowej jako najmłodszy z jedenaściorga dzieci w katolickiej rodzinie jako syn Lorny Elizabeth (z domu Tuck) i Jamesa Williama Colberta. Drugie imię, Tyrone, wskazuje na irlandzkie pochodzenie. Jego ojciec był lekarzem i pierwszym wiceprezesem do spraw akademickich na Uniwersytecie Medycznym Karoliny Południowej (MUSC). Jego siostra Elizabeth Colbert-Busch „Lulu” jest ekonomistką i polityczką. Gdy miał 10 lat, 11 września 1974 jego ojciec i dwóch braci – Paul i Peter – zginęli w katastrofie lotniczej. Bardzo wcześnie pozbył się południowego akcentu, by „uchodzić za mądrego”.

## Kariera
Po ukończeniu studiów aktorskich na uniwersytecie Northwestern w 1987 r., razem ze znajomymi: Amy Sedaris i Paulem Dinello tworzył program komediowy Exit 57 dla HBO, który został wyróżniony w 1995 pięcioma nagrodami Cable ACE.
Trio Colbert, Sedaris i Dinello spotkało się ponownie w 1999 r. przy produkcji serialu Strangers With Candy, w którym Colbert wcielił się w rolę nauczyciela historii, Chucka Nobleta .

### The Daily Show
Od 1997 r. pracował jako „fake newsman” dla kanału Comedy Central w programie The Daily Show kiedy prowadzącym był Craig Kilborn. Pracował jako korespondent głównie na zielonym ekranie, udając że jest w samym sercu wydarzeń. Po zmianie prowadzącego na Jona Stewarta w roku 1998 dużo więcej czasu spędzał przed kamerami w studiu wchodząc w interakcje z prowadzącym i innymi korespondentami.

### The Colbert Report
W 2005 r. odszedł z Daily Show i stworzył swój autorski program The Colbert Report [nie wymawia się litery T w obu wyrazach]. W krzywym zwierciadle przedstawia pustkę, jaka kryje się za górnolotnymi komentarzami i napuszoną pozą dziennikarzy znanych stacji jak CNN i Fox News Channel.
Ostatni odcinek The Colbert Report został wyemitowany w grudniu 2014 roku

### The Late Show with Stephen Colbert
W 2015 roku został gospodarzem The Late Show sieci CBS przejmując program od Davida Lettermana, pierwszy odcinek został wyemitowany 8 września 2015 roku.

## Pozostałe projekty i ważne wydarzenia
29 kwietnia 2006 nastąpił przełom w jego karierze, kiedy to podczas dorocznej kolacji gromadzącej przedstawicieli mediów i polityki w Białym Domu, wyśmiewał prezydenta Busha. Nagranie z White House Correspondents' Association Dinner stało się internetowym hitem i przyniosło Colbertowi wielką popularność i wzrost oglądalności nawet o 37%.
Jest laureatem licznych nagród, w tym trzech Nagród Emmy za pracę w Daily Show. W styczniu 2006 American Dialect Society uznało wymyślone i zaprezentowane w pierwszym odcinku The Colbert Report słowo truthiness za Słowo Roku 2005, a w grudniu 2006 wydawnictwo Merriam-Webster ogłosiło je Słowem Roku 2006. Colbert został uznany przez magazyn Time za jedną ze 100 najbardziej wpływowych osób w latach 2006 oraz 2012, a przez tygodnik People w listopadzie 2006 r. za jednego ze 100 najseksowniejszych mężczyzn świata co podsumował w swoim programie The Colbert Report „Udław się James Dean! Nie jesteś żywy!” (oryginalna nazwa konkursu to Sexiest Man Alive czyli w dosłownym tłumaczeniu Najseksowniejszy Żywy Mężczyzna).

## Życie prywatne
Ma żonę (Evelyn McGee-Colbert) oraz trójkę dzieci (Madeline, Peter, John).
Jest katolikiem.

## Filmografia
- Snow Days (1999)
- Czarownica (Bewitched, 2005)
- Strangers with Candy (2006)
- Strangers with Candy 2: The Comeback (2007)

## Produkcje telewizyjne
- The Late Show with Stephen Colbert (2015–)
- The Colbert Report (2005–2015)
- The Daily Show (1997–2005)
- Strangers with Candy (1999–2000)
- Saturday Night Live (1996–1997)
- The Dana Carvey Show (1996)
- Exit 57 (1995)